# Binnsjön
Binnsjön är en sjö i Bräcke kommun i Jämtland och ingår i Ljungans huvudavrinningsområde. Sjön har en area på 1,51 kvadratkilometer och ligger 280,1 meter över havet. Sjön avvattnas av vattendraget Binnån.

## Delavrinningsområde
Binnsjön ingår i det delavrinningsområde (697927-147561) som SMHI kallar för Utloppet av Binnsjön. Medelhöjden är 316 meter över havet och ytan är 21,32 kvadratkilometer. Räknas de 2 avrinningsområdena uppströms in blir den ackumulerade arean 31,83 kvadratkilometer. Binnån som avvattnar avrinningsområdet har biflödesordning 3, vilket innebär att vattnet flödar genom totalt 3 vattendrag innan det når havet efter 184 kilometer. Avrinningsområdet består mestadels av skog (76 procent). Avrinningsområdet har 2,71 kvadratkilometer vattenytor vilket ger det en sjöprocent på 12,7 procent.